# 德弗莱斯特·里查德
德弗莱斯特·里查德（DeForest Richards，1846年8月6日—1903年4月28日），美国政治人物，共和党人。曾担任怀俄明州州长，时间为1899年1月2日至1903年4月28日，为第5任州长。

## 生平
1846年8月6日，德弗莱斯特·里查德生于美国新罕布什尔州查尔斯镇。1903年4月28日，在怀俄明州去世，享年57岁。